# 산호세 어스퀘이크스 (1974년)
산호세 어스퀘이크스(San Jose Earthquakes)는 북미 축구 리그에 소속된 미국의 프로축구단이었다.